# Mario Tonincelli
Mario Tonincelli est un astronome amateur italien.
Le Centre des planètes mineures le crédite de la découverte de quatre astéroïdes, effectuée entre 2007 et 2009, toutes avec la collaboration de Wladimiro Marinello, Antonio Stucchi ou Fulvio Zanardini.
| (221769) Cima Rest   | 15 avril 2007    |
| (278591) Salò        | 15 juillet 2008  |
| (325455) Della Valle | 28 août 2009     |
| (343230) Corsini     | 22 novembre 2009 |
| (372573) Pietromenga | 24 octobre 2009  |